# Indicatif régional 403

L'indicatif régional 403 est un indicatif téléphonique régional couvrant le sud de la province de l'Alberta, au Canada (incluant la région de Calgary).
L'indicatif régional 403 fait partie du Plan de numérotation nord-américain.
L'entreprise de services locaux titulaire pour l'indicatif 403 est Telus. Avant 1997, l'indicatif régional 403 original incluait Edtel (Edmonton Telephones, maintenant une partie de Telus) et Northwestel comme entreprises de services locaux titulaires. Avant 1990, Telus s'appelait AGT (Alberta Government Telephones) et était un département du gouvernement provincial de l'Alberta.

## Historique
Cet indicatif date de 1947 et est l'un des indicatifs originaux du Plan de numérotation nord-américain.
Avant 1997, l'indicatif 403 desservait toute la province de l'Alberta, le Yukon et la partie ouest des Territoires du Nord-Ouest, couvrant plus du neuvième de la circonférence de la Terre du 49e parallèle ou Pôle Nord. En 1997, les Territoires du Nord-Ouest ont reçu leur propre indicatif, l'indicatif 867. En 1999, l'indicatif 403 a été scindé de nouveau : le sud de la province a conservé l'indicatif 403 alors que le nord a reçu l'indicatif 780.
La signalisation à 10 chiffres a été introduite de façon optionnelle le 23 juin 2008 dans toute la province de l'Alberta et est devenue obligatoire le 12 septembre 2008. La signalisation à 10 chiffres a été introduite pour permettre l'ajout de nouveaux indicatifs régionaux par chevauchement dans la province.
Le 20 septembre 2008, l'indicatif 587 a été introduit par chevauchement sur les indicatifs 403 et 780. À cette date, Telus Mobility a commencé à assigner des numéros de l'indicatif 587 à de nouveaux clients dans les régions de Calgary et Edmonton.
L'indicatif 825 a été réservé pour pallier l'épuisement des numéros de téléphone dans les indicatifs 403 et 780.

## Principales villes et indicatifs de central correspondants
- Calgary (403)-200 201 202 203 204 205 206 207 208 209 210 212 213 214 215 216 217 218 219 220 221 225 226 228 229 230 231 232 233 234 235 236 237 238 239 240 241 242 243 244 245 246 247 248 249 250 251 252 253 254 255 256 257 258 259 260 261 262 263 264 265 266 267 268 269 270 271 272 273 274 275 276 277 278 279 280 281 282 283 284 285 286 287 288 289 290 291 292 293 294 295 296 297 298 299 300 301 303 305 312 313 319 333 338 351 354 355 365 366 367 369 370 371 374 375 383 384 385 386 387 389 390 397 398 399 400 401 404 407 408 410 428 437 440 441 444 450 451 452 453 454 455 456 457 461 462 463 464 465 466 467 470 471 472 473 474 475 476 477 478 479 481 483 487 500 503 508 509 510 512 513 514 515 516 517 519 520 521 523 530 531 532 535 536 537 538 539 540 541 542 543 547 554 560 561 567 568 569 570 571 585 589 590 592 604 605 606 607 608 612 613 614 615 616 617 618 619 620 629 630 640 645 648 650 651 656 660 661 662 663 667 668 669 670 671 680 681 685 686 689 690 691 692 693 695 696 697 698 699 700 701 702 703 705 708 710 714 716 717 718 719 720 723 724 726 727 730 731 735 736 744 747 750 764 765 766 767 769 770 771 774 775 776 777 781 796 798 799 800 801 802 803 804 805 806 807 808 809 813 815 816 817 818 819 826 827 828 829 830 831 835 836 837 850 852 860 861 862 863 869 870 873 874 875 880 888 889 890 891 899 906 909 910 918 919 920 921 922 923 926 927 931 943 944 955 956 966 968 969 970 971 973 974 975 978 984 987 988 990 991 992 993 997 998 999

- Acme (403)-546

- Airdrie (403)-316 420 768 912 945 948 960 980

- Banff (403)-431 497 760 762 763 778 951 985 996

- Beiseker (403)-947

- Black Diamond (403)-933

- Blackfalds (403)-885

- Brooks (403)-362 363 376 409 427 501 633 793 794 925

- Canmore (403)-493 609 621 675 678 679 688 707 812 953 961

- Carstairs (403)-337 940

- Cereal (403)-326

- Claresholm -(403)-468 489 490 625 682 706

- Coaldale -(403)-345 405

- Cochrane (403)-709 840 851 855 907 932 981

- Cremona (403)-637

- Crossfield (403)-941 946

- Crowsnest Pass (403)-372 459 562 563 564 582 583 623

- Didsbury (403)-335 439 518

- Drumheller (403)-321 334 436 494 820 821 823 856

- East Coulee (403)-822

- Eckville (403)-746

- High River (403)-336 422 469 498 601 602 603 649 652 841 908

- Innisfail  (403) -227

- Irricana (403)-935

- Irvine (403)-834

- Kananaskis Improvement District (403)-591

- Lacombe (403)-782 786 789

- Lake Louise (403)-434 522

- Langdon (403)-936 954

- Leslieville (403)-729

- Lethbridge (403)-308 315 317 320 327 328 329 330 331 332 353 359 360 380 381 382 388 393 394 524 593 634 635 694 715 795 849 892 894 915 929 942

- Longview (403)-558

- Medicine Hat (403)-458 487 488 502 504 525 526 527 528 529 548 580 581 594 712 866 878 905 926 928 952 957 977 979

- Morley (403)-881

- Okotoks (403)-306 842 917 938 939 982 995

- Olds (403)-415 438 507 556 559 586 672 791 994

- Pincher Creek (403)-339 432 484 624 627 632 683

- Ponoka (403)-704 783 785 790 913 963

- Red Deer (403)-302 304 307 309 314 318 340 341 342 343 346 347 348 349 350 352 356 357 358 373 391 392 396 406 505 506 550 588 596 597 598 713 754 755 848 872 877 896 967 986

- Rocky Mountain House (403)-322 418 429 844 845 846 847 871 895

- Stettler (403)-323 430 740 741 742 743 916

- Strathmore (403)-324 325 361 480 499 814 901 902 934 962 983

- Sylvan Lake (403)-858 864 887

- Taber (403)-223 416

- Turner Valley (403)-933